# Хъкълбери Фин
Хъкълбери „Хък“ Фин е герой на романите на Марк Твен „Приключенията на Том Сойер“ и „Приключенията на Хъкълбери Фин“. Той също така се появява в други романи от поредицата: „Том Сойер детектив“ и „Том Сойер зад граница“. Хък е 12-13 годишен в първата книга и 13-14 годишен във втората. С изключение на „Приключенията на Том Сойер“, в другите книги повествованието се води от името на Хък.
Думата „хъкълбери“ (huckleberry ) е вид плод в Северна Америка, а от 1835 г. се използва с основно значение на незначителен човек. За негов прототип служи приятел на Твен от детските му години - Том Бленкъншип, което той споменава в автобиографията си.
Син на бездомен пияница, Хъкълбери Фин расте безпризорен и свободен. Той пуши лула, не ходи на училище, лентяйства и безделничи, спи където намери, но харесва живота си и се чувства щастлив. Ходи облечен в дрипи, с дрехи не по негов размер, няма никакви маниери и не се мие. На децата им е забранено да дружат с него, но Том Сойер нарушава тази забрана.